# Acquire (cég)
Az Acquire (株式会社アクワイア; Hepburn: Kabushikigaisha Akuwaia) egy japán videójáték-fejlesztő cég, amelyet 1994. december 12-én alapítottak. Elsősorban a Tenchu és a Way of the Samurai című sorozataikról ismertek.

## Játékai

### Tenchusorozat
- Tenchu: Stealth Assassins (1998)
- Tenchu: Shinobi Hyakusen (1999)
- Tenchu 2: Birth of the Stealth Assassins (2000)
- Tenchu: Shadow Assassins  (2009)

### Way of the Samuraisorozat
- Way of the Samurai (2002)
- Way of the Samurai 2 (2004)
- Samurai Western (2004)
- Way of the Samurai 3 (2008)
- Way of the Samurai 4 (2011)

### Shinobidosorozat
- Shinobido: Way of the Ninja (2005)
- Shinobido: Tales of the Ninja (2005)
- Shinobido Takumi (2006)
- Shinobido 2: Tales of the Ninja (2011)

### No Heroes Allowed!/What Did I Do to Deserve This, My Lord?sorozat
- What Did I Do to Deserve This, My Lord?  (2007)
- What Did I Do To Deserve This, My Lord? 2  (2008)
- No Heroes Allowed! (2010)
- No Heroes Allowed! VR (2017)

### Akiba’s Tripsorozat
- Akiba’s Trip (2011)
- Akiba’s Trip: Undead & Undressed (2013)
- Akiba’s Trip Festa! (2016)
- Akiba’s Beat (2016)

### Egyebek
- Dekavoice (2003)
- Kamivaza  (2006)
- Class of Heroes (2009)
- Wizardry: Labyrinth of Lost Souls (2009)
- Sumioni (2012)
- Mind Zero  (2013)
- Rain (2013)
- Road to Dragon (2013)
- Divine Gate (2013)
- Fort Raiders Smaaash! (2015)
- Road to Dragons (2015)
- Aegis of Earth: Protonovus Assault (2015)
- Júsa toride Bagooon!! (2016)
- Octopath Traveler (2018)
- Mario & Luigi: Brothership (2024)